# Patrick von Gunten
Patrick von Gunten, född 10 februari 1985 i Biel/Bienne, är en schweizisk ishockeyspelare. Sedan slutet av säsongen 2005/06 spelade han med Kloten Flyers i National League A som försvarare. Han är sedan våren 2011 klar för att spela för Frölunda HC säsongen 2011/12. Han flyttade tillbaka till Kloten inför 2012-2013 säsongen där han skrev på ett 4 års kontrakt.